# Blaze o' Glory
Blaze o' Glory és una pel·lícula musical estatunidenca de 1929 dirigida per George Crone i Renaud Hoffman. És protagonitzada per Eddie Dowling i Betty Compson. Malgrat estar ambientada en la Primera Guerra Mundial, no és tant una pel·lícula de guerra com d'aprofundiment en els efectes psicològics sobre els personatges. L'adaptació al castellà, Sombras de gloria, va ser feta pel cronista Fernando C. Tamayo (pseudònim: Tom Aya).

## Argument
En el seu judici per assassinat, l'acusat Eddie Williams explica les seves experiències. El 1917, va tenir una reeixida carrera escènica a Broadway i es va casar amb la Helen Williams. No obstant això, amb l'entrada estatunidenca a la Primera Guerra Mundial va ser enviat al front occidental i va ser afectat pel gas verinós quan va salvar un soldat de l'exèrcit imperial alemany. Després de tornar a casa, l'Eddie es queda a l'atur, mentre que, per al seu disgust, la Helen és capaç de mantenir la feina. Després de trobar la Helen en una aventura amb el seu patró Carl Hummel, l'Eddie dispara a Hummel en un atac de ràbia. El fiscal del districte revela que la Helen només va tenir la relació per aconseguir la feina i poder ajudar a l'Eddie. Encara que l'Eddie confessa l'assassinat, el jurat l'absol.

## Repartiment
- Eddie Dowling com Eddie Williams
- Betty Compson com Helen Williams
- Frankie Darro com Jean Williams
- Henry B. Walthall com Burke
- William B. Davidson com Fiscal del districte
- Ferdinand Schumann-Heink com Carl Hummel